# Phra Pok Klao-brug
Phra Pok Klao-brug (Thai: สะพานพระปกเกล้า) is een brug die de Menam overspant in Bangkok, Thailand. De brug was gemaakt om het aantal files te verminderen op de Phra Phutta Yodfa-brug. De brug bestaat uit drie viaducten, waarvan op de middelste ruimte is opengelaten voor toekomstige openbaarvervoerverbindingen. In december 2007 waren er nog steeds geen plannen voor openbaarvervoerverbindingen.
Kanchanaphisek-brug · Bhumibol II-brug · Bhumibol I-brug · Rama IX-brug · Krungthep-brug · Rama III-brug · Taksinbrug · Phra Pok Klao-brug · Phra Phutta Yodfa-brug · Phra Pinklao-brug · Rama VIII-brug · Krung Thon-brug · Rama VI-brug · Rama VII-brug · Rama V-brug · Phra Nang Klao-brug · Phra Nang Klao Parallel-brug · Rama IV-brug · Nonthaburi-brug · Pathum Thani-brug · Pathum Thani II-brug · Chiang Rak-brug · Bang Sai-brug · Ko Rian-brug · Kasatrathirat-brug · Ayutthaya–Phu Khao Thong-brug · Pa Mok-brug · Ang Thong-brug · Ang Thong II-brug · Wat Chaiyo-brug · Phrom Buri-brug · Luang Pho Phae-brug · Sing Buri-brug · In Buri-brug · Wat Khok Chan-brug · Chao Phraya Dam · Chainat-brug · Thammachak-brug · Somdet Phra Wannarat Heng Khemchari-brug · Takhian Luean-brug · Dechatiwong-brug